# Cyrtodontida
Ordre
Les Cyrtodontida sont un ordre fossile de mollusques bivalves marins.

## Historique
L'ordre des Cyrtodontida est décrit en 1971 par les paléontologues Orest A. Scarlato (d) et Yaroslav I. Starobogatov (d), dans une publication dirigée par Lidija A. Nevesskaja (d) et coécrite avec Anatoli G. Eberzin (d),.

### Fossiles
Selon Paleobiology Database en 2025, l'ordre des Cyrtodontida a 697 collections référencées de fossiles. Ces collections de fossiles sont du Bendigonien de l'Ordovicien inférieur au Priabonien de l'Éocène, c'est-à-dire datent de 474,9 à 33,9 Ma avant notre ère.

### Taxons inclus
Selon Paleobiology Database en 2025, l'ordre des Cyrtodontida a trois taxons inclus :
- †Aegilops un genre fossile sans espèce référencée mais avec une plante synonyme Aegilops
- †Cyrtodontidina Scarlato and Starobogatov 1971, un clade fossile avec trois super-familles 
  - †Cyrtodontoidea, †Falcatodontoidea, †Pichlerioidea
- †Praecardiidina un sous-ordre fossile avec deux clades fossiles :
  - †Antipleuroidei Kříž 2007 avec deux super-familles †Antipleuroidea et †Dualinoidea
  - †Praecardioidei Newell 1965 avec deux super-familles †Cardioloidea et †Praecardioidea

## Liste des super-familles
Selon WoRMS en 2025, cet ordre des Cyrtodontida a cinq super-familles, mais selon PaleoDB il aurait sept super-familles :
- † Antipleuroidea Kříž 2007[3]
- † Cardioloidea R. Hoernes, 1884[1],[3]
- † Cyrtodontoidea Ulrich, 1894[1],[3]
- † Dualinoidea Conrath, 1887[1],[3]
- † Falcatodontoidea Cope, 1996[1],[3]
- † Pichlerioidea Scarlato & Starobogatov, 1979[1],[3]
- † Praecardioidea Hoernes 1884[3]

### Publication originale
- [1971] (ru) L. A. Nevesskaja, O. A. Scarlato, Yu. I. Starobogatov et A. G. Eberzin, « Novye predstavleniia o sisteme dvustvorchatykh molliuskov » [« New ideas on the systematics of bivalved mollusks »], Paleontologicheskii Zhurnal, URSS, vol. 1971, no 2,‎ 1971, p. 3–20 (ISSN 0031-031X, e-ISSN 3034-5871). .